# Escut del Lloar
L'escut oficial del Lloar té el següent blasonament:
Escut caironat truncat: al 1r, d'or, una espasa flamejada de gules guarnida d'atzur; i al 2n, d'atzur, una mitra d'argent embellida d'or i amb les ínfules també d'or ressaltant sobre una creu processional i un bàcul de bisbe d'or passats en sautor, la creu en banda i el bàcul en barra. Per timbre, una corona mural de poble.

## Història
Va ser aprovat el 26 d'octubre de 1987 i publicat en el DOGC el 18 de novembre del mateix any amb el número 916.
L'espasa flamejant és l'atribut de sant Miquel, patró del poble. La mitra, la creu i el bàcul de la segona partició recorden que la localitat va pertànyer a la baronia de Cabassers, propietat dels bisbes de Tortosa.